# Universal Disk Format
Universal Disk Format (UDF) är en specifikation för ett allmänt filsystem på flyttbara optiska media gjord av Optical Storage Technology Association (OTSA). Den ses som en efterföljare till ISO 9660, vilken är den gamla (i dagens läge bristfälliga) standarden för CD-media.
UDF (v 1.02) är officiellt filsystem för DVD-skivor då formatet bättre klarar av stora mediafiler. I specifikationen ingår numera även Blu-Ray och sedan tidigare alla andra vanliga varianter av (inspelningsbara) optiska skivor.
Användningen av UDF är dock inte problemfri, då en del CD/DVD-spelare och (äldre) operativsystem inte läser eller kan hantera alla varianter och/eller nyare versioner av UDF. De olika varianterna har tillkommit då olika sätt att skriva till optiska media har utvecklats (till exempel multisession).